# Wolsit
La Società Anonima Wolseley Italiana - Officine Legnanesi Automobili Wolsit, più nota con il nome commerciale di Wolsit (acronimo di Wolseley Italiana), è stata una azienda automobilistica, aeronautica, motociclistica e ciclistica, attiva a Legnano tra il 1907 ed il 1927.

## Storia

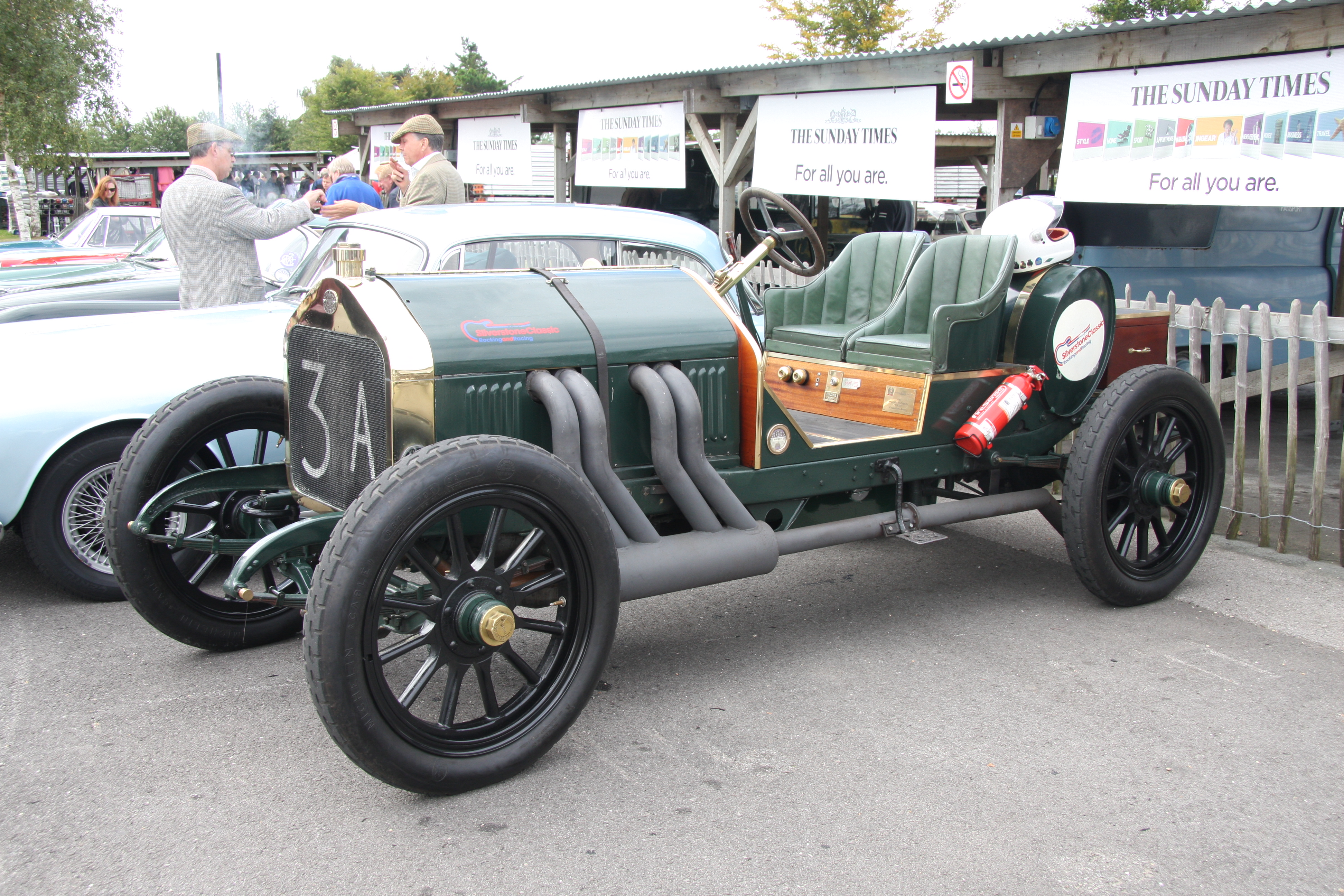
Una Wolsit da competizione del 1907

Gli stabilimenti Wolsit a Legnano in via XX Settembre in un'immagine del 1912. In seguito questo sito produttivo divenne lo stabilimento storico della Legnano

Stabilimenti Wolsit-Legnano a Legnano nel 1930

L'azienda è stata fondata nel 1907 a Legnano con l'acquisizione, da parte della Franco Tosi, della licenza di produrre e commercializzare in Italia autovetture e biciclette della società britannica Wolseley, da cui il nome "Wolsit".
Nella fondazione della Wolsit vennero coinvolti, tra l'altro, la Banca di Legnano, che investì nell'affare 2 milioni di lire,  e la Società Anonima Fratelli Macchi - Carrozzeria, Automobili e Ruotificio di Varese.
Gli stabilimenti produttivi vennero impiantati in via XX Settembre a Legnano, lungo la ferrovia Domodossola-Milano, in un capannone di proprietà della Franco Tosi.
Nel 1907 alcuni esemplari di autovetture Wolsit parteciparono a competizioni automobilistiche. A causa della crisi che colpì all'epoca il comparto dell'auto, la produzione di autovetture si arrestò nel 1909, appena due anni dopo la fondazione dell'azienda.
Anche dopo la fine della produzione di automobili, continuò l'assemblaggio di biciclette, sempre su licenza Wolseley. Le biciclette prodotte dalla Wolsit erano famose per la linea, per le tecniche costruttive e per l'avanzamento tecnologico.
Qualche anno dopo la fine dell'assemblaggio di autovetture, iniziò la produzione di aeroplani, che non ebbe però successo e che quindi ebbe vita breve.
L'azienda cambiò nome in Legnano nel 1927, dopo di che il nome "Wolsit" sopravvisse, come semplice marchio, per qualche decennio. Dal 1910 al 1932 l'azienda produsse, con marchio Wolsit, anche motociclette.

## Modelli di autovettura
Il modello di autovettura più piccolo in vendita era la 10/12 HP, che era dotata di un motore a due cilindri da 1.775 cm³ di cilindrata. Inoltre, in listino erano presenti la 16/24 HP, che era equipaggiata con un propulsore a quattro cilindri da 3.550 cm³, e la 30/40 HP, che invece aveva installato un motore a quattro cilindri da 5.555 cm³. Il modello più grande era la 45/60 HP, che era dotata di un motore a sei cilindri da 8.190 cm³. L'ultimo modello apparso sui listini fu la 14/20 HP, che era equipaggiata con un motore a quattro cilindri da 2.587 cm³.